# ペナンゴ
ペナンゴ（伊: Penango）は、イタリア共和国ピエモンテ州アスティ県にある、人口約500人の基礎自治体（コムーネ）。

## 地理

### 位置・広がり

#### 隣接コムーネ
隣接するコムーネは以下の通り。括弧内のALはアレッサンドリア県所属を示す。
- アルフィアーノ・ナッタ (AL)
- カッリアーノ・モンフェッラート
- グラーナ・モンフェッラート
- グラッツァーノ・バドーリオ
- モンカルヴォ

#### 地震分類
イタリアの地震リスク階級 (it) では、4 に分類される
。